# 日本産婦人科医会
公益社団法人日本産婦人科医会（にほんさんふじんかいかい）は、1949年に当時の参議院議員谷口弥三郎が中心になって組織した、産婦人科医が加入する職能団体。全国の優生保護法指定医師（現・母体保護法指定医師）をもって組織する「日本母性保護醫協會」を母体としている。なお中絶を行う施設には、母体保護法指定医師の勤務が求められている。本団体は、母子の生命健康を保護するとともに、女性の健康を保持・増進し、もって国民の保健の向上に寄与することを目的としている。医学系学会である日本産科婦人科学会とは異なる。

## 沿革
- 1948年（昭和23年） 優生保護法成立。各都道府県に母性保護医協会設立。
- 1949年（昭和24年） 日本母性保護医協会設立[1]。人工妊娠中絶手術を行うことができる全国の優生保護法指定医師を以て組織。
- 1952年（昭和27年） 社団法人の認可を受ける[1]。
- 1994年（平成6年） 日本母性保護産婦人科医会に改名[1]。
- 1996年（平成8年） 母体保護法成立。
- 2001年（平成13年） 日本産婦人科医会に改名[1]。

## 活動
- 働き方改革のアンケート調査に取り組み、分娩件数と婦人科件数が15年間で16％減少する中、常勤医師が19％増加した状況を明らかにしている。働き方改革と医療計画の歩調を合わせることを提案している[2]。

- 先天性風疹症候群児の出生をゼロにして風疹の完全抑制の啓発活動を行っている[3]。

- 子宮頸がんとワクチンの正しい知識の普及活動に取り組んでいる[4]。

- 経口妊娠中絶薬の承認については、前会長の木下勝之は中絶薬の導入は仕方ないことと評し、また薬の処方は管理料込みで手術同様の10万円程度が望ましいと発言した[5]。会は公式見解として、自由診療である中絶薬について会の介入の余地はなく個々の医療機関が判断するとしており[6]、中絶薬の治験には協力しており、発売後も普及のためサポートしていくと述べた。そのうえで、一部市民団体やメディア等による医会への誤解を解くための説明を続けると述べている。